# Neighbours (sång)
Neighbours är sjätte spåret på Rolling Stones album Tattoo You, släppt 24 augusti 1981. Rocklåten, som går i högt tempo, skrevs av Mick Jagger och Keith Richards och spelades in oktober - november 1980.
Sonny Rollins levererar här ett saxofonsolo.
Texten beskriver med viss humor hur det kan vara att ha grannar tätt in på sig.
"Is it any wonder / That we fuss and fight" ("Är det så konstigt / Detta att vi väsnas och bråkar"), lyder ett par strofer på den tre minuter och 33 sekunder långa låten. Refräng: "'Neighbours (x3) / Do yourself a favour / Don't you mess with my baby / When I'm working all night" ("Grannar/x3/ / Gör dig själv en tjänst / Vänsterprassla inte med min raring / Då jag jobbar natt").

## Medverkande musiker
- Mick Jagger - sång
- Keith Richards och Ron Wood - elgitarr
- Bill Wyman - elbas
- Charlie Watts - trummor
- Sonny Rollins - saxofon
- Ian Stewart - piano